# Dolní Staré Buky
Dolní Staré Buky (německy Nieder Altenbuch) je část obce Staré Buky v okrese Trutnov. Nachází se na severozápadě Starých Buků. V roce 2009 zde bylo evidováno 53 adres. V roce 2001 zde trvale žilo 68 obyvatel.
Dolní Staré Buky je také název katastrálního území o rozloze 3,57 km2.

## Další fotografie

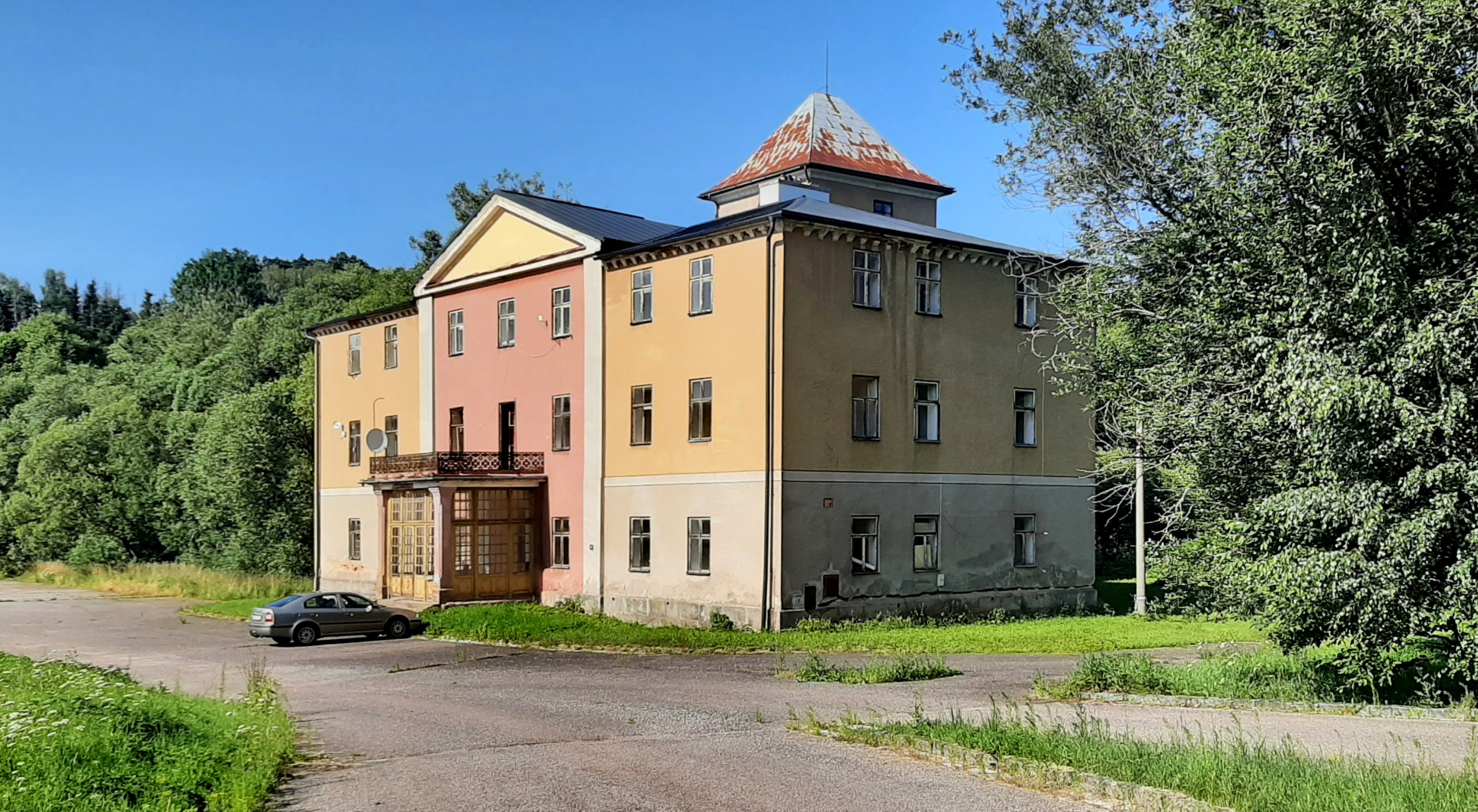
Zámek Staré Buky
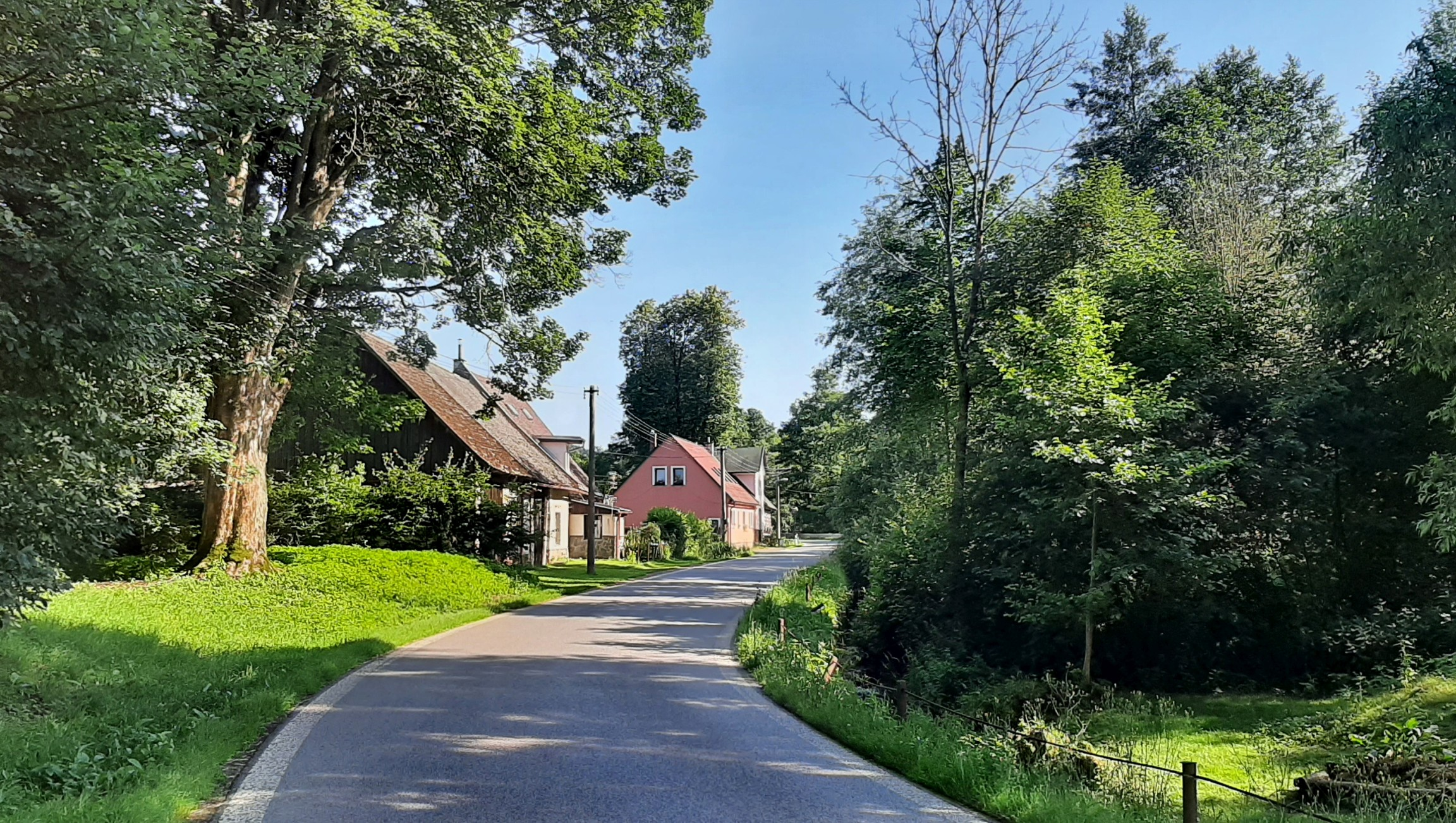
Hlavní silnice
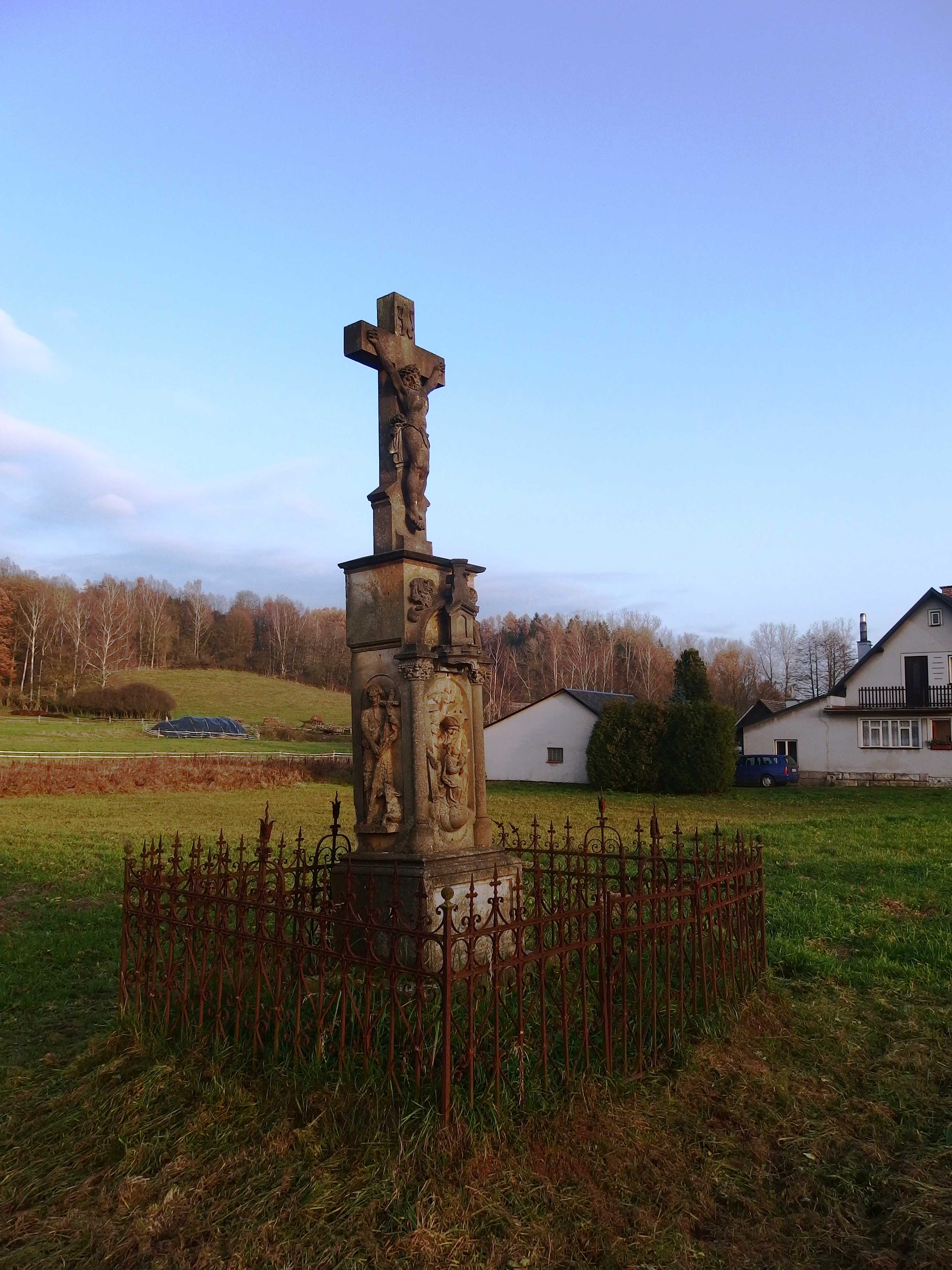
Kříž na okraji vesnice
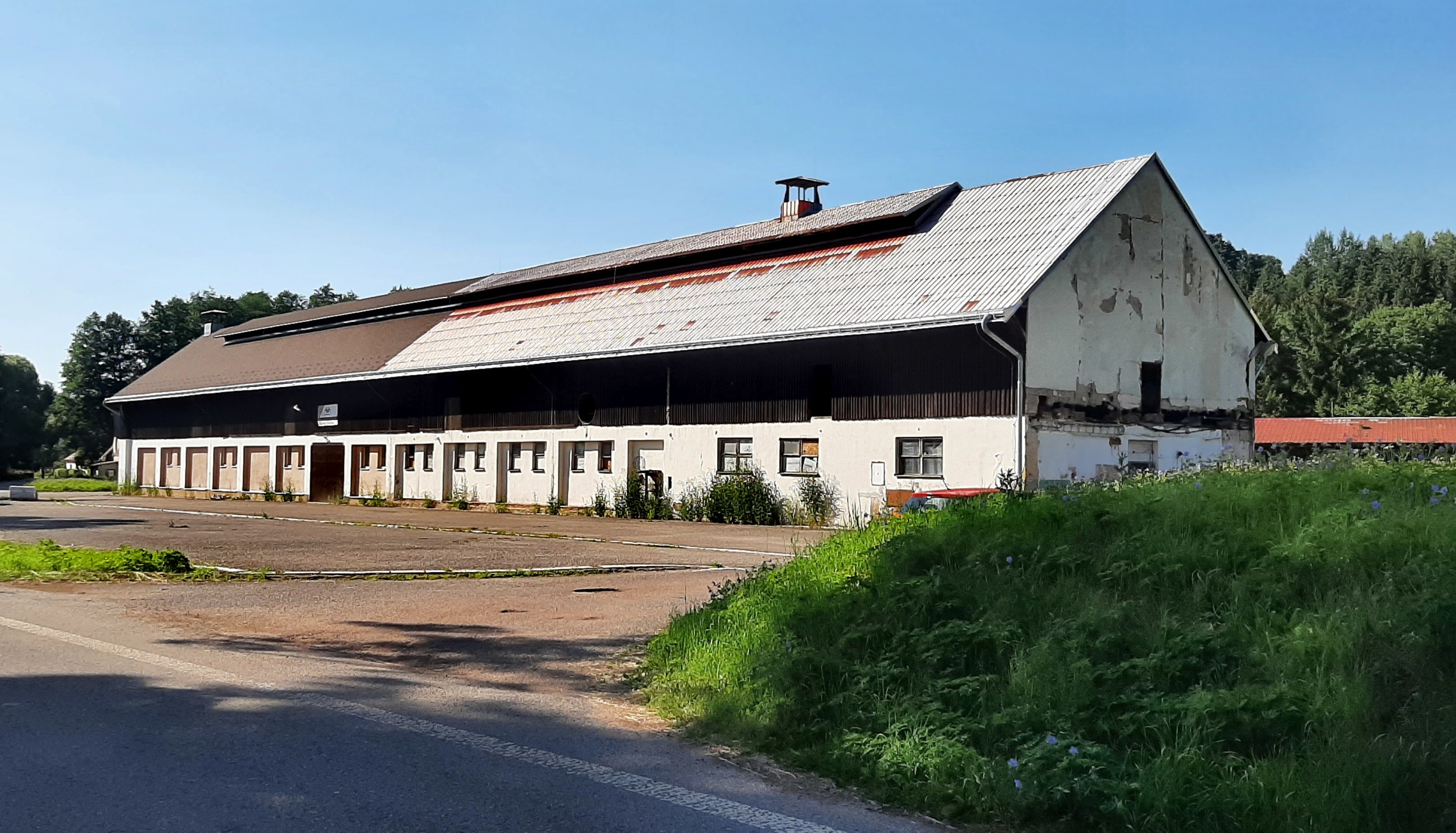
Farma